# Pentaleyrodes linderae
Pentaleyrodes linderae is een halfvleugelig insect uit de familie witte vliegen (Aleyrodidae), onderfamilie Aleyrodinae.
De wetenschappelijke naam van deze soort is voor het eerst geldig gepubliceerd door Chou & Yan in 1988.